# Варштайн
Варштайн (нем. Warstein) — город в Германии, в земле Северный Рейн-Вестфалия.
Подчинён административному округу Арнсберг. Входит в состав района Зост. Население составляет 27 170 человек (на 31 декабря 2010 года). Занимает площадь 157,91 км². Официальный код — 05 9 74 044.
Город подразделяется на 9 городских районов.
| Год  | Население |
| ---- | --------- |
| 1995 | 29 421    |
| 2000 | 29 084    |
| 2005 | 28 629    |
| 2010 | 27 429    |

## Фотографии

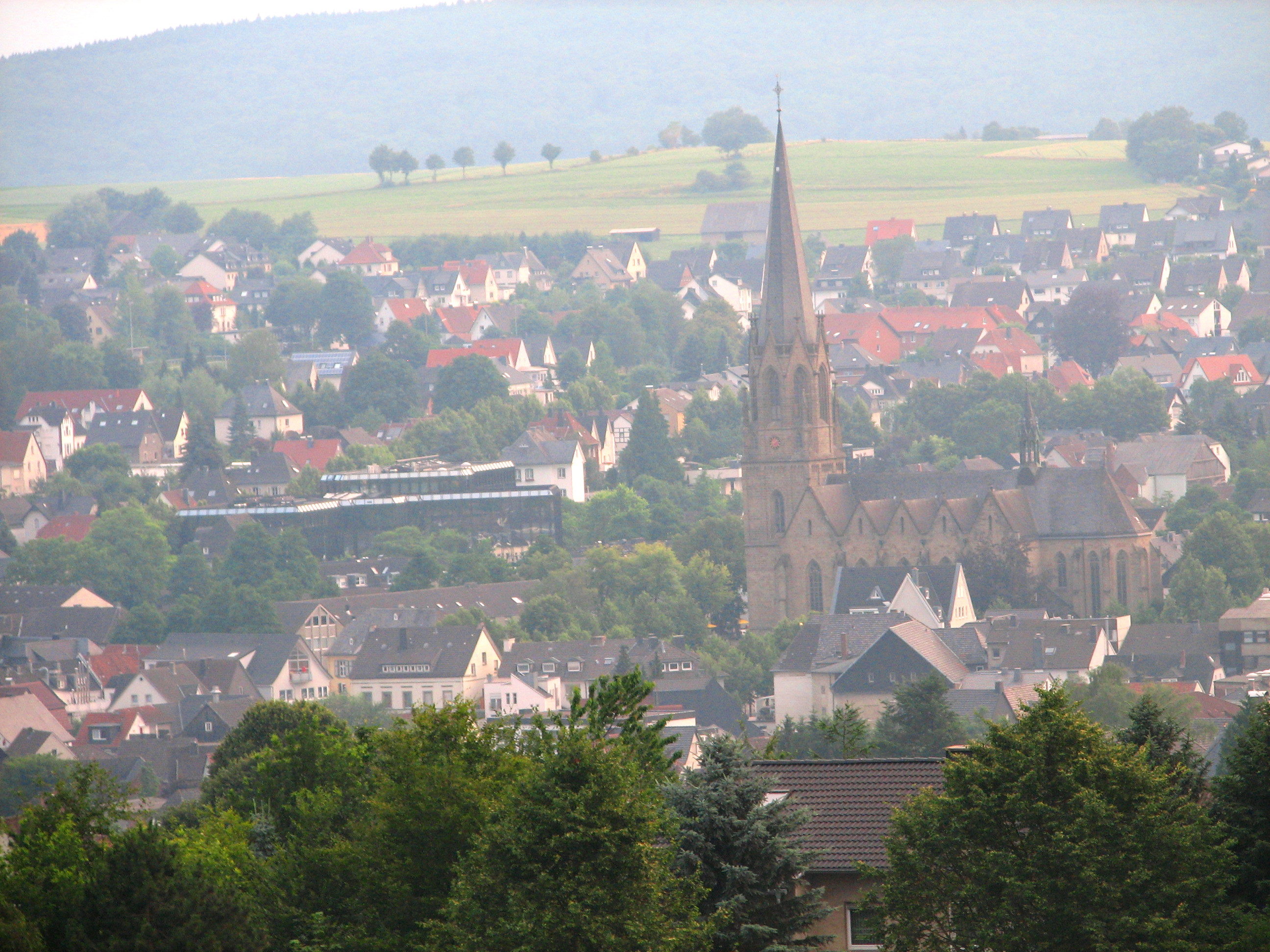
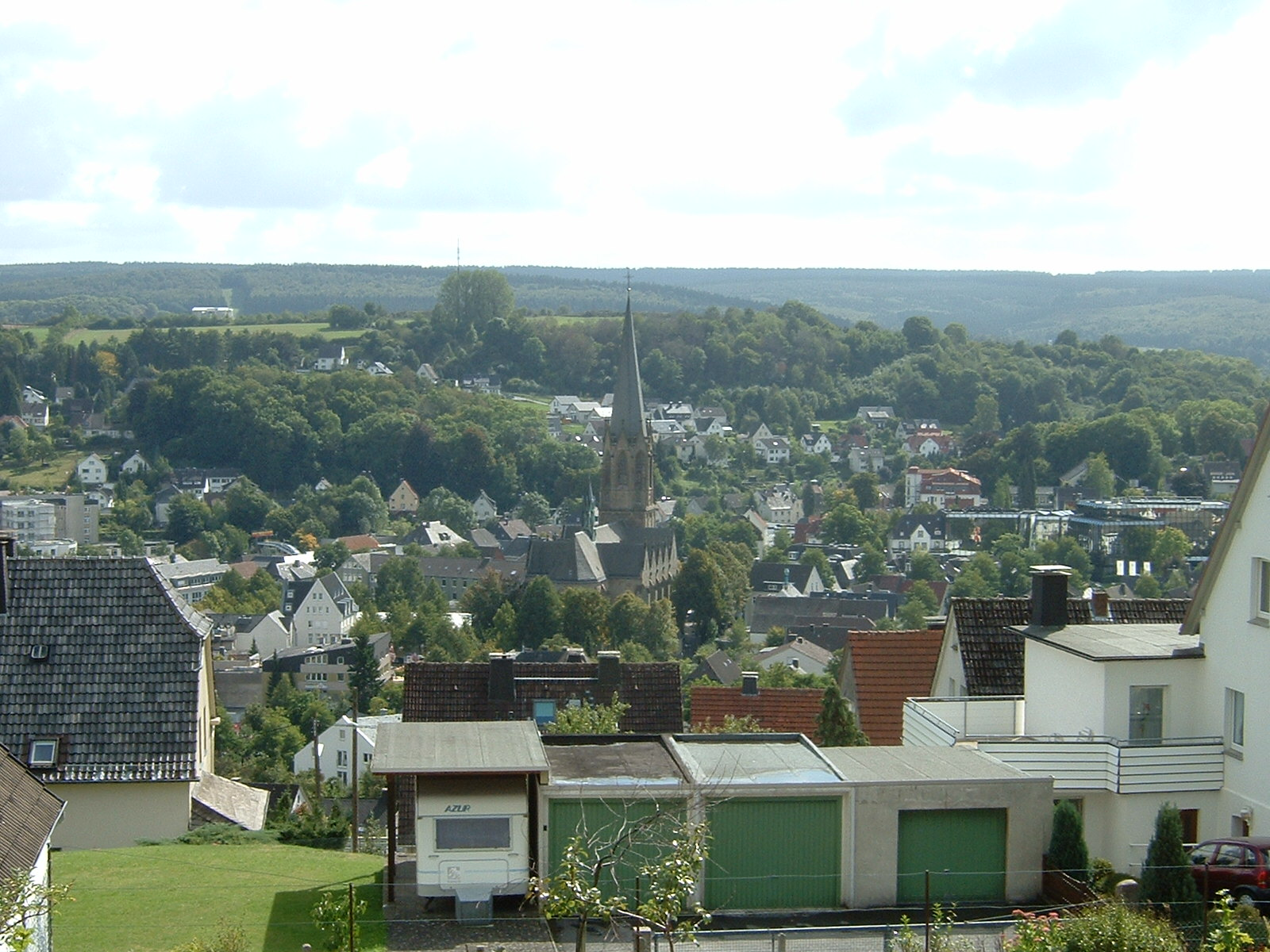
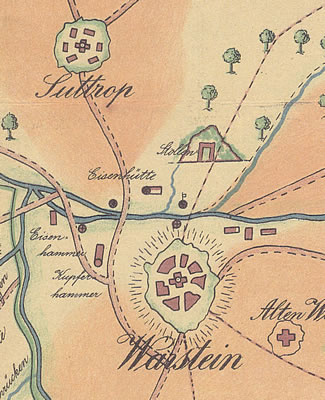
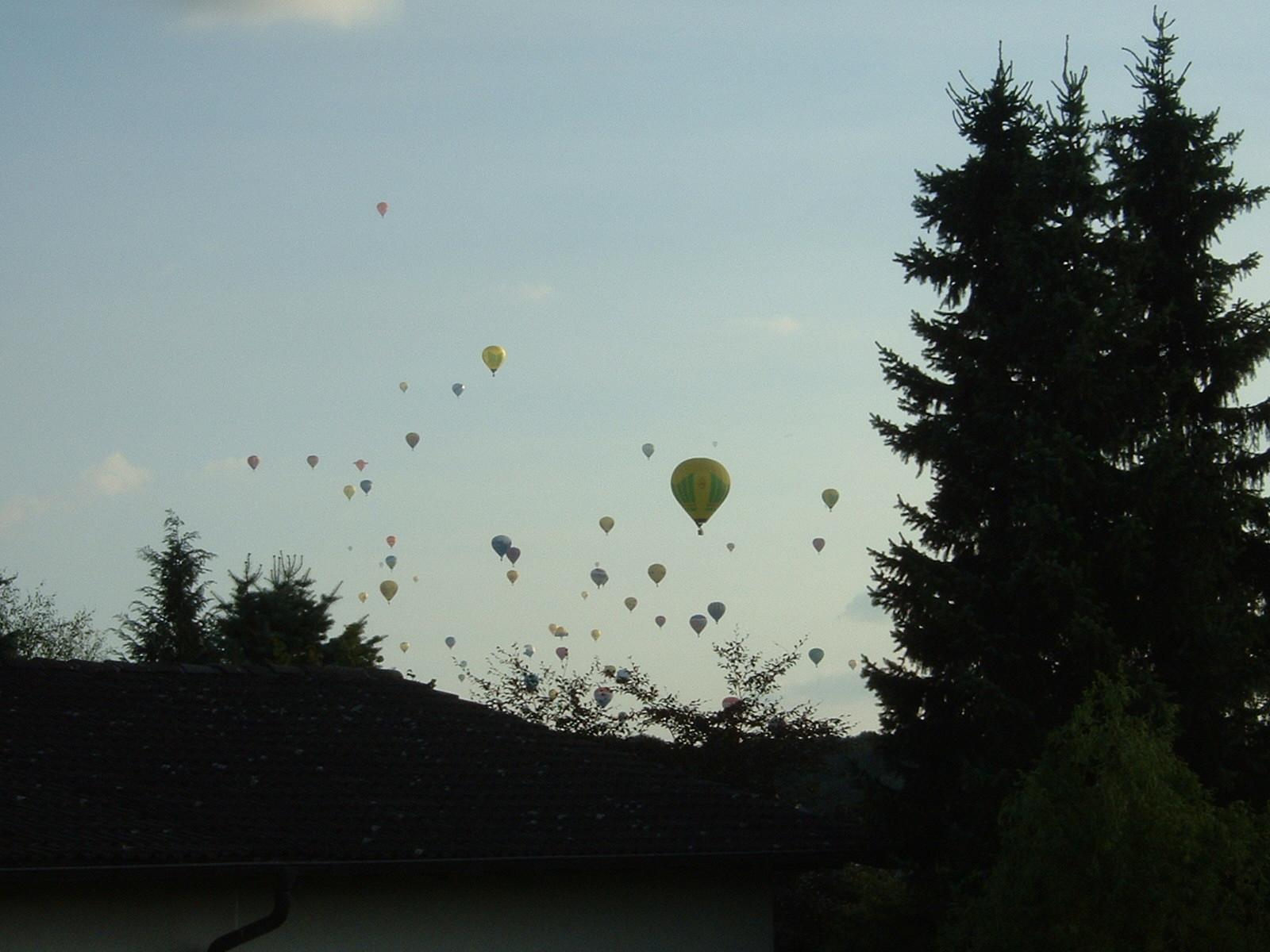